# Yves-Michel Marti
Pour les articles homonymes, voir Marti.
Yves-Michel Marti est un ingénieur français, pionnier de l’intelligence économique.

## Biographie
Ingénieur Sup'Télécom et MBA Insead. Yves-Michel Marti a été ingénieur concepteur de radars chez Dassault Electronique, puis chez Pacific Monolithics et Hewlett-Packard dans la Silicon Valley où ses travaux ont été primés par la National Science Foundation. Il a ensuite été vendeur, directeur marketing puis directeur business development au sein du groupe Lucas Industries en Grande-Bretagne. Il a enseigné à l'Université de Californie à Berkeley, à HEC, et à la Fundação Dom Cabral au Brésil.
En 1992, il est cofondateur de la branche française de la SCIP (Society of Competitive Intelligence Professionals), avec Bruno Martinet (Ciments Français), Jean-Pierre Bernat (Elf) et Robert Guillaumot (Inforama).
En 1996, Yves-Michel Marti publie avec Bruno Martinet l’ouvrage L'Intelligence économique et concurrentielle : les yeux et les oreilles de l'entreprise qui reçoit le prix du meilleur ouvrage européen de management par le journal Financial Times, et est sélectionné parmi les trois meilleurs mondiaux. D'après Business Digest, ce livre est considéré désormais comme un des classiques du management. Il y présente, p. 27-28, le concept de Sérendipité et les moyens de développer sa capacité à avoir de la chance.
En 1994, il fonde Egideria, cabinet spécialisé en intelligence économique, qui fournit aux dirigeants d'entreprise des informations sensibles sur leur environnement technologique, commercial et concurrentiel, classée parmi les premiers prestataires français d'intelligence économique par la lettre d'information Intelligence Online en 2006, puis par le quotidien Le Figaro en 2007. Les investigations d'Egideria sont basées sur une « Bible éthique » reconnue par les universités étrangères
En 1997, Il est le premier à lancer en France les séminaires sur les techniques d'interview et les salles d'opérations (War Room) . La même année, Yves-Michel Marti fait scandale à la conférence de la SCIP de San Diego par sa communication « What can one learn from the Intelligence System of the Roman Catholic Church? » (Que peut-on apprendre du système de renseignement de l'Église Catholique ?). Il utilise de façon originale des outils informatiques pour le traitement de l'information stratégique, et en publie les résultats et ces travaux sont remarqués par les périodiques spécialisés.
Yves-Michel Marti parle six langues : français, anglais, espagnol, portugais, russe et arabe classique.